# Chrysosoma sauteri
Chrysosoma sauteri är en tvåvingeart som beskrevs av Becker 1924. Chrysosoma sauteri ingår i släktet Chrysosoma och familjen styltflugor.
Artens utbredningsområde är Taiwan. Inga underarter finns listade i Catalogue of Life.